# 사랑과 야망 (1987년 드라마)
《사랑과 야망》은 1987년 1월 10일부터 같은 해 12월 27일까지 방영한 문화방송 주말연속극으로, 《사랑과 진실》에 이어 76%의 경이적인 최고 시청률 1위로 화제를 일으킨 작품이다.

## 방송 시간
서머타임제 실시로 인해 1987년 5월 16일부터 10월 11일까지 시간대가 잠시 변경되었다.
| 방송 채널 | 프로그램    | 방송 기간                           | 방송 시간                                    | 방송 분량 |
| --------- | ----------- | ----------------------------------- | -------------------------------------------- | --------- |
| MBC TV    | 사랑과 야망 | 1987년 1월 10일 ~ 2월 22일          | 매주 토요일 ~ 일요일 밤 8시 ~ 9시            | 1시간     |
| MBC TV    | 사랑과 야망 | 1987년 2월 28일                     | 토요일 밤 8시 ~ 9시                          | 1시간     |
| MBC TV    | 사랑과 야망 | 1987년 3월 1일                      | 일요일 밤 10시 10분 ~ 11시 10분              | 1시간     |
| MBC TV    | 사랑과 야망 | 1987년 3월 7일 ~ 5월 3일            | 매주 토요일 ~ 일요일 밤 8시 ~ 9시            | 1시간     |
| MBC TV    | 사랑과 야망 | 1987년 5월 9일                      | 토요일 밤 8시 ~ 9시                          | 1시간     |
| MBC TV    | 사랑과 야망 | 1987년 5월 16일 ~ 7월 12일          | 매주 토요일 ~ 일요일 밤 9시 30분 ~ 10시 30분 | 1시간     |
| MBC TV    | 사랑과 야망 | 1987년 7월 18일                     | 토요일 밤 9시 30분 ~ 10시 30분               | 1시간     |
| MBC TV    | 사랑과 야망 | 1987년 7월 25일 ~ 8월 9일           | 매주 토요일 ~ 일요일 밤 9시 30분 ~ 10시 30분 | 1시간     |
| MBC TV    | 사랑과 야망 | 1987년 8월 16일                     | 일요일 밤 9시 30분 ~ 10시 30분               | 1시간     |
| MBC TV    | 사랑과 야망 | 1987년 8월 22일 ~ 8월 30일          | 매주 토요일 ~ 일요일 밤 9시 30분 ~ 10시 30분 | 1시간     |
| MBC TV    | 사랑과 야망 | 1987년 9월 5일                      | 토요일 밤 10시 30분 ~ 11시 30분              | 1시간     |
| MBC TV    | 사랑과 야망 | 1987년 9월 6일                      | 일요일 밤 9시 30분 ~ 10시 30분               | 1시간     |
| MBC TV    | 사랑과 야망 | 1987년 9월 12일 ~ 10월 11일         | 매주 토요일 ~ 일요일 밤 9시 30분 ~ 10시 30분 | 1시간     |
| MBC TV    | 사랑과 야망 | 1987년 10월 17일 ~ 11월 8일         | 매주 토요일 ~ 일요일 밤 8시 ~ 9시            | 1시간     |
| MBC TV    | 사랑과 야망 | 1987년 11월 15일                    | 일요일 밤 8시 ~ 9시                          | 1시간     |
| MBC TV    | 사랑과 야망 | 1987년 11월 22일                    | 일요일 밤 8시 ~ 9시                          | 1시간     |
| MBC TV    | 사랑과 야망 | 1987년 11월 28일 ~ 1987년 12월 13일 | 매주 토요일 ~ 일요일 밤 8시 ~ 9시            | 1시간     |
| MBC TV    | 사랑과 야망 | 1987년 12월 20일                    | 일요일 밤 8시 ~ 9시                          | 1시간     |
| MBC TV    | 사랑과 야망 | 1987년 12월 26일 ~ 1987년 12월 27일 | 토요일 ~ 일요일 밤 8시 ~ 9시                 | 1시간     |

## 기획 의도
50년대에서부터 80년대에 이르는 30여 년의 세월 속에서 상반된 성격의 두 형제가 겪는 인생 역정, 야망, 사랑 등을 그리는 드라마

## 줄거리
무능한 남편을 대신해 방앗간을 하며 세 명의 자식들을 키워 낸 태준모는 매일 낚시만 하는 남편을 한심하게 본다.
보증을 잘못 쓰다가 빚독촉에 시달리던 태준부친은 동사를 하다 자살까지 한다.
모든 사실을 알게되지만 가족들은 빚을 갚기 위해 고군분투 한다. 저수지에서 태준부는 동사체로 발견된다. 태준부는 이미 저수지에서 발견을 하다 그만 자살을 해서 사망한 채로 발견되었고 태준가족들은 장례식을 치르게 된다.
태준을 위해 그동안 자신을 짝사랑하던 동철을 찾아가 기한을 연기한 미자하고, 동철에게 그동안 모아둔 80만 원을 건넨 태준모의 수고에도 불구하고 고동철은 20만 원이 모자라다는 이유로 방앗간을 엉망으로 만들고 화가 난 태수는 고동철을 흠씬 패주고는 고향을 떠나 피신하여 살게 된다.
때문에 미자는 고향을 떠나 이리저리 떠돌다 혜주의 눈에 띄어 영화배우로 발돋움 한다. 미자와 태준은 재회해 결혼을 약속하지만 미자 때문에 남편이 죽었다고 생각하는 어머니의 반대에 부딪치고, 태준모가 찾아와 결혼을 못하게 하자 미자는 충동적으로 김감독과의 결혼을 선택한다.
한편 이리저리 떠돌다 은환의 과수원에 정착한 태수와 은환 사이에는 사랑이 싹트고, 둘은 장래를 함께하기로 하지만 정자가 자신의 아이를 낳아 집으로 찾아오자 할 수 없이 불행한 결혼생활을 시작한다.
한편 급작스러운 김감독의 죽음에 미자는 망연자실하고 서로를 잊지 못하던 태준과 미자는 온갖 반대를 무릅쓰고 결혼을 한다.
그 사이 선희는 불편한 다리를 수술하여 똑바로 걷게 되고 미용 기술을 배워 점차 사회에 진출하게 된다.
태준하고 결혼한 미자는 일을 그만두고 집에 있지만 일에만 매진하는 태준과 자신에게 냉랭한 시어머니 사이에서 힘들어한다.
태수와 애정없는 결혼생활을 유지하던 정자는 결국 아이들을 두고 집을 나가고 태수는 은환과 재회해 둘은 바라던 결혼을 하게 된다.
태준이 회사를 위해 몸바쳐 일하는 동안 미자는 점점 정서적으로 병이 들고 둘은 결국 갈라서 각자의 삶을 살기로 한다.
힘든 결정을 한 태준에게 좌천이라는 시련이 찾아오지만 그 시련을 오히려 기회로 삼아 회사 발전에 큰 도움을 준다.
임신을 한 미자는 태준모가 아이를 빼앗을까 임신사실을 쉬쉬하고, 아이가 큰 후 외국에서 돌아온 태준은 5년 만에 자신의 아이를 만나게 된다.
미자는 돌아온 태준하고의 재결합을 꿈꾸지만, 배우 생활을 다시 시작해 술에 취하기 일쑤인 미자를 보고 화가 난 태준이 아이를 데려가 버리자 미자는 큰 충격에 휩싸인다.
재은과 결혼 약속을 한 태준은 주위사람들이 미자와의 재결합을 권유하지만 어차피 또 똑같은 생활의 반복일 뿐이라며 잘해나갈 자신이 없다고 한다.
그러나 미자가 조명에 맞아 머리를 다치게 되자, 미자를 아직도 사랑한다는 사실을 깨닫게 된 태준은 재은에게 이별을 고한다.
수없는 만남과 헤어짐을 반복하던 미자와 태준을 보고 태준모는 드디어 둘 사이를 인정하기로 하고 둘은 재결합한다. 태준이 재은을 두고 미자와 다시 재결합하자 회장은 화를 내며 태준의 사표를 받는다.
태수가 큰 돈을 들여 공사한 아파트는 거의 분양이 되지 않아 태수의 사업은 위기를 맞지만 마침 원유값이 오르는 바람에 고비를 넘기고 또 한 번 번창하는 계기가 된다. 한편, 태준은 1년이 다 되도록 다른 회사에서 스카웃 제의를 받지 못하지만, 그 무렵 회장이 태준을 불러들인다.
태준이 다시 회사에 나간 뒤로 미자는 점점 술이 늘며 우울증에 시달린다.
두 형제는 모두 성공 가도를 달리고, 남편 무덤을 찾은 태준모는 몸이 나아졌다 갑작스럽게 숨을 거두고 만다.
아무도 예상하지 못했던 어머니의 죽음에 가족들은 모두 당황하고 슬퍼한다. 태준은 그 동안 어머니에게 역정을 내던 자신을 자책한다.
한편 태준은 회사에서 공로를 인정받고 회장 자리에 취임한다.
술에 취한 미자는 그 자리에 오르기까지의 태준의 야망을 비아냥거린다. 참다 못한 태준이 미자에게 손찌검을 하고 드라마는 대장정의 막을 내린다.

## 등장 인물

### 주요 인물
- 남성훈(박태준) : 삼남매 중 장남
- 이덕화(박태수) : 삼남매 중 차남, 건설회사 사장
- 차화연(김미자, 김미희) : 태준의 첫사랑, 배우

### 주변 인물
- 노주현(장홍조) : 병원 의사, 태준의 친구, 선희의 남편
- 김용림(어머니) : 삼남매의 어머니(죽음으로 중도하차).
- 남능미(파주댁) : 동네 막걸리집 주모
- 정혜선(송혜영) : 혜주의 언니, 레스토랑 경영
- 윤여정(송혜주) : 디자이너, 미자를 발탁
- 임예진(박선희) : 삼남매 중 막내, 소아마비
- 이계인(오성균) : 태수 친구
- 김청(우은환) : 과수원집 딸, 태수의 후처
- 오승명(은환 부) : 은환의 아버지
- 안명숙(변정자) : 태수의 전처
- 천호진(종수) : 태준의 학교후배
- 박찬환: 태준의 학교후배
- 이원용: 태준의 학교후배
- 이영달(아버지) : 삼남매의 아버지(호수에서 자살로 사망, 중도하차)
- 김기일(미자 아버지) : 주정뱅이
- 김영옥(혜주, 혜영 이모) : 인테리어(죽음으로 중도하차)
- 박근형(한 사장) : 혜영의 전 남편
- 정욱(회장) : 태준의 회사 회장
- 남영진(김 부장): 태준의 회사동료
- 박규채(홍조 아버지)
- 김애경(홍조 새어머니)
- 최낙천(정자 아버지, 성균 아저씨) : 전당포 집 주인
- 김정하(정자 어머니)
- 이휘향(최재은) : 이혼한 태준의 새 연인
- 김호영(김성진) : 미자의 첫 남편, 감독(자살로 하차)
- 조형기(조동탁) : 정자의 새 남편
- 김도연(장세미) : 홍조의 동생
- 김주영(고동철) : 양조장집 주인(태수에게 폭행을 당함. 하차)
- 김혜정(최 기자) : 미자를 취재하는 기자
- 주한울(박상우) : 태준하고 미자의 아들
- 양택조(한 사장) : 미자의 사장
- 임현식(임 실장)
- 신충식(신 전무) : 태준의 직장동료
- 윤예희(미자네 가정부)
- 이숙(혜영네 가정부)
- 견미리(김효숙) : 태준 회사 직원
- 김지영(노파)
- 박상원(승객)
- 이재포
- 강신구
- 최형선
- 전보람(전보람)
- 민효린(민효린)
- 이재혁,한명식,이유진,정명환
- 박영지
- 차윤희,김경란,현덕영,김흥수,이승현,최한호,이정훈,정영란,양혜경,구말봉,임경옥,황선옥,이일순,김윤희,원동숙,변성현,신명철,구인우,한면식,한송이,김영석,최명성,박익기,이재훈,김민석,이정아,유정화,전희룡,강승우,문소현,이영자,장선숙

## 결방 사유 및 편성 변경(1987년)
- 3월 1일 : 제18회 킹스컵축구 결승전 <한국 : 북한> 위성중계방송으로 인해 밤 10시 10분으로 편성 변경
- 5월 10일 : 서머타임제 실시로 인해 결방
- 7월 19일 : MBC 베스트셀러극장 별을 찾아서로 인해 결방
- 8월 15일 : 독립기념관 개관 기념축제로 인해 결방
- 9월 5일 : WBC 플라이급 타이틀전 <안내기 : 치탈라다> 위성중계방송으로 인해 밤 10시 30분으로 편성 변경
- 11월 14일 : 86회분 결방
- 11월 21일 : 1회 ~ 86회 하이라이트 편성
- 12월 19일 : 94회분 결방

## 수상 경력

### 1987년
- 제23회 백상예술대상 TV부문 남자 인기상 이덕화 · 여자 인기상 차화연
- MBC 연기대상 대상 이덕화
- MBC 연기대상 남자 최우수상 남성훈
- MBC 연기대상 여자 최우수상 차화연
- MBC 연기대상 여자 우수상 김청, 남능미
- MBC 연기대상 여자 신인상 안명숙

### 1988년 제24회 백상예술대상
- TV부문 대상
- TV부문 작품상
- TV부문 여자 연기상 김청
- TV부문 남자 인기상 남성훈
- TV부문 여자 인기상 남능미

## 참고 사항
- 1987년 5월 13일, 연출자 최종수가 과로로 쓰러져 38회부터 곽영범이 대신 연출을 맡게 되었다.[5]
- 차화연은 해당 드라마 종영 후 결혼과 함께 은퇴하였다.[6]
- 조형기는 해당 드라마에서 실감나는 악역 연기를 펼쳤는데, 지하철을 타고 가다 할머니에게 뺨을 맞고 그 날 바로 자가용을 샀던 일화도 있다.[7]
- 의상, 거리 풍경, 생활용품 등에서 시대 고증을 철저히 하였고, 지방을 무대로 현지에서 촬영되어 과거의 분위기를 재현하였다. 그러나, 작가 특유의 신경질적인 등장인물 묘사와 외화 <야망의 계절>과 비슷한 줄거리가 비판을 받았다.[8]
- 저속하고 혐오감을 느끼게 하는 표현을 남발하여 국민 정서 및 가정 윤리를 해칠 우려가 있다는 지적으로 방송심의원회로부터 '주의' 처분을 받았다.[9]
- 종반에 접어들수록 '야망' 부분은 자취를 감추고 치졸한 사랑놀음에만 초점을 맞춰 균형을 깨버렸다는 비판을 받았다.[10]
- 드라마 방영 초기부터 종영 때까지 시청률 1위를 기록하였으며, 11월 한국갤럽이 조사한 '가장 재미있게 보는 프로그램'에서 40.1%로 1위를 차지하였다.[11]
- 베타맥스로 녹화되어 자료가 보관되어 있다.

## 같이 보기
- 《사랑과 야망》 (리메이크작, 2006년 SBS에서 방영)